# 도스 API
도스 API(DOS API)는 86-DOS를 기원으로 하고 MS-DOS/PC-DOS 및 기타 도스 호환 운영 체제에 쓰이는 API이다. 도스 API의 대부분의 호출은 소프트웨어 인터럽트 21h (INT 21h)를 이용하여 불러낸다. AH 프로세서 레지스터의 하부 함수 번호, 다른 레지스터의 다른 변수와 더불어 INT 21h를 호출함으로써 다양한 도스 서비스를 불러낸다. 도스 서비스에는 키보드 입력, 비디오 출력, 디스크 파일 접근, 프로그램 실행, 메모리 할당 등이 있다. 1980년대 말에 DPMI 등의 도스 확장자를 통해 프로그램들이 16비트나 32비트 보호 모드에서 실행할 수 있게 되었으며 여전히 도스 API로의 접근을 소유하고 있다.

## 역사
86-DOS, MS-DOS 1.0에 있던 본래의 DOS API는 CP/M과의 기능 호환을 위해 설계되었다. 파일은 파일 제어 블록(FCBs)을 이용하여 접근된다. 도스 API는 MS-DOS 2.0에서 파일 처리, 계층 디렉터리, 장치 입출력 제어를 이용한 파일 접근과 같은 몇 가지 유닉스 개념과 더불어 더 많이 확장되었다. 도스 3.1에서 네트워크 리다이렉터 지원이 추가되었다. MS-DOS 3.31에서 INT 25h/26h 함수가 강화되어 32 MB 이상의 하드 디스크를 지원한다. MS-DOS 5에는 상위 메모리 영역(UMBs) 이용 지원이 추가되었다. MS-DOS 5 이후로 DOS API에는 변경 사항이 없다.

## DOS API와 윈도
윈도우 9x에서 도스는 일반적으로 보호 모드 운영 체제와 그래픽 셸을 불러들이는 부트로더로 사용되었다. 도스는 일반적으로 가상 도스 머신(VDM)으로부터 접근되었으나 윈도를 로드하지 않고 리얼 모드 MS-DOS 7.0로 직접 시동할 수도 있었다. 도스 API는 강화된 국제화 지원 및 긴 파일 이름 지원으로 강화되었는데, 여기서 긴 파일 이름 지원은 VDM을 통해서만 이용할 수 있었다. 윈도우 95 OSR2에서는 도스가 7.1로 업데이트되면서 FAT32 지원이 추가되었으며 DOS API가 이를 지원하는 기능이 추가되었다. 윈도우 98, 윈도우 미 또한 MS-DOS 8.0을 표방하면서 MS-DOS 7.1 API가 추가되어 있다.
윈도우 NT 계열 운영 체제(윈도우 XP, 윈도우 비스타, 윈도우 7, 윈도우 8 등)는 MS-DOS 기반은 아니지만 가상 머신 NTVDM을 사용하여 도스 API를 처리한다. NTVDM은 가상 8086 모드(80386 이상의 프로세서에서 이용할 수 있는 보호 모드 안의 리얼 모드의 에뮬레이션)에서 도스 프로그램을 실행함으로써 동작한다. NTVDM은 도스 5.0 API를 지원한다. 리눅스용 DOSEMU는 비슷한 접근 방식을 사용한다.

## 도스에 쓰이는 인터럽트 벡터
| 인터럽트 벡터 | 설명                                      | 버전     | 비고                                                                                          |
| ------------- | ----------------------------------------- | -------- | --------------------------------------------------------------------------------------------- |
| 20h           | 프로그램 끝내기                           | 1.0 이상 | 도스 커널에 추가됨                                                                            |
| 21h           | 주요 도스 API                             | 1.0 이상 | 도스 커널에 추가됨                                                                            |
| 22h           | 프로그램 끝내기 주소                      | 1.0 이상 | 프로그램 호출시 주소 반환                                                                     |
| 23h           | Control-C 핸들러 주소                     | 1.0 이상 | 기본 핸들러는 도스 셸에 있음 (일반적으로 COMMAND.COM)                                         |
| 24h           | 심각한 오류 핸들러 주소                   | 1.0 이상 | 기본 핸들러는 도스 셸에 있음 (일반적으로 COMMAND.COM)                                         |
| 25h           | 절대 디스크 읽기                          | 1.0 이상 | 도스 커널에 추가됨, 도스 3.31에서 강화되어 최대 2 GB 파티션 지원                              |
| 26h           | 절대 디스크 쓰기                          | 1.0 이상 | 도스 커널에 추가됨, 도스 3.31에서 강화되어 최대 2 GB 파티션 지원                              |
| 27h           | 종료 후 상주                              | 1.0 이상 | 도스 1.0 및 도스 2.0 이상의 도스 커널에서 COMMAND.COM에 추가됨                                |
| 28h           | 유휴 호출                                 | 2.0 이상 | 입력을 기다릴 때 도스 커널이 호출함                                                           |
| 29h           | 고속 콘솔 출력                            | 2.0 이상 | 내장 콘솔 장치 드라이버나, ANSI.SYS와 같은 대안 드라이버에 의해 추가됨                        |
| 2Ah           | 네트워크 및 중요 섹션                     | 3.0 이상 | 네트워크 소프트웨어와의 상호 작용을 목적으로 도스 커널이 호출함                               |
| 2Bh           | 사용 안 함                                |          |                                                                                               |
| 2Ch           | 사용 안 함                                |          |                                                                                               |
| 2Dh           | 사용 안 함                                |          |                                                                                               |
| 2Eh           | 임시 항목 다시 불러오기(Reload transient) | 2.0 이상 | COMMAND.COM에 추가됨                                                                          |
| 2Fh           | 다중 송신                                 | 3.0 이상 | 하부 함수 번호에 따라 도스 커널 및 다양한 프로그램(PRINT, MSCDEX, DOSKEY, APPEND 등)에 추가됨 |

## DOS INT 21h 서비스
| AH  | 설명                                                             | 버전      |
| --- | ---------------------------------------------------------------- | --------- |
| 00h | 프로그램 끝내기                                                  | 1.0 이상  |
| 01h | 문자 입력                                                        | 1.0 이상  |
| 02h | 문자 출력                                                        | 1.0 이상  |
| 03h | 보조 입력                                                        | 1.0 이상  |
| 04h | 보조 출력                                                        | 1.0 이상  |
| 05h | 프린터 출력                                                      | 1.0 이상  |
| 06h | 직접 콘솔 입출력                                                 | 1.0 이상  |
| 07h | echo 없이 직접 콘솔 입력                                         | 1.0 이상  |
| 08h | echo 없이 콘솔 입력                                              | 1.0 이상  |
| 09h | 문자열 표시                                                      | 1.0 이상  |
| 0Ah | 버퍼 처리된 키보드 입력                                          | 1.0 이상  |
| 0Bh | 입력 상태 가져오기                                               | 1.0 이상  |
| 0Ch | 입력 버퍼 및 입력 플러시(flush) 처리                             | 1.0 이상  |
| 0Dh | 디스크 초기화                                                    | 1.0 이상  |
| 0Eh | 기본 드라이브 설정                                               | 1.0 이상  |
| 0Fh | 파일 열기                                                        | 1.0 이상  |
| 10h | 파일 닫기                                                        | 1.0 이상  |
| 11h | 첫 번째 파일 찾기                                                | 1.0 이상  |
| 12h | 다음 파일 찾기                                                   | 1.0 이상  |
| 13h | 파일 삭제                                                        | 1.0 이상  |
| 14h | 연속 읽기                                                        | 1.0 이상  |
| 15h | 연속 쓰기                                                        | 1.0 이상  |
| 16h | 파일 만들기/끊기                                                 | 1.0 이상  |
| 17h | 파일 이름 변경                                                   | 1.0 이상  |
| 18h | 예비                                                             | 1.0 이상  |
| 19h | 기본 드라이브 가져오기                                           | 1.0 이상  |
| 1Ah | 디스크 전송 주소 설정                                            | 1.0 이상  |
| 1Bh | 기본 드라이브에 대한 할당 정보 가져오기                          | 1.0 이상  |
| 1Ch | 지정된 드라이브에 대한 할당 정보 가져오기                        | 1.0 이상  |
| 1Dh | 예비                                                             | 1.0 이상  |
| 1Eh | 예비                                                             | 1.0 이상  |
| 1Fh | 기본 드라이브에 대한 디스크 변수 블록 가져오기                   | 1.0 이상  |
| 20h | 예비                                                             | 1.0 이상  |
| 21h | 랜덤 읽기                                                        | 1.0 이상  |
| 22h | 랜덤 쓰기                                                        | 1.0 이상  |
| 23h | 레코드의 파일 크기 가져오기                                      | 1.0 이상  |
| 24h | 랜덤 레코드 번호 설정                                            | 1.0 이상  |
| 25h | 인터럽트 벡터 설정                                               | 1.0 이상  |
| 26h | PSP 만들기                                                       | 1.0 이상  |
| 27h | 랜덤 블록 읽기                                                   | 1.0 이상  |
| 28h | 랜덤 블록 쓰기                                                   | 1.0 이상  |
| 29h | 파일 이름 분석(Parse)                                            | 1.0 이상  |
| 2Ah | 날짜 가져오기                                                    | 1.0 이상  |
| 2Bh | 날짜 설정                                                        | 1.0 이상  |
| 2Ch | 시간 가져오기                                                    | 1.0 이상  |
| 2Dh | 시간 설정                                                        | 1.0 이상  |
| 2Eh | 유효 플래그 설정                                                 | 1.0 이상  |
| 2Fh | 디스크 전송 주소 가져오기                                        | 2.0 이상  |
| 30h | 도스 버전 가져오기                                               | 2.0 이상  |
| 31h | 종료 후 상주                                                     | 2.0 이상  |
| 32h | 지정된 드라이브에 대한 디스크 변수 블록 가져오기                 | 2.0 이상  |
| 33h | Ctrl-Break 가져오기 또는 설정                                    | 2.0 이상  |
| 34h | InDOS 플래그 포인터 가져오기                                     | 2.0 이상  |
| 35h | 인터럽트 벡터 가져오기                                           | 2.0 이상  |
| 36h | 디스크 남은 공간 가져오기                                        | 2.0 이상  |
| 37h | 스위치 문자 가져오기 또는 설정                                   | 2.0 이상  |
| 38h | 국가 정보 가져오기 또는 설정                                     | 2.0 이상  |
| 39h | 하위 디렉터리 만들기                                             | 2.0 이상  |
| 3Ah | 하위 디렉터리 제거                                               | 2.0 이상  |
| 3Bh | 현재 디렉터리 변경                                               | 2.0 이상  |
| 3Ch | 파일 만들기 또는 끊기                                            | 2.0 이상  |
| 3Dh | 파일 열기                                                        | 2.0 이상  |
| 3Eh | 파일 닫기                                                        | 2.0 이상  |
| 3Fh | 파일 또는 장치 읽기                                              | 2.0 이상  |
| 40h | 파일 또는 장치 쓰기                                              | 2.0 이상  |
| 41h | 파일 삭제                                                        | 2.0 이상  |
| 42h | 파일 포인터 이동                                                 | 2.0 이상  |
| 43h | 파일 특성 가져오기 또는 설정                                     | 2.0 이상  |
| 44h | 장치에 대한 입출력 제어                                          | 2.0 이상  |
| 45h | 핸들 복제                                                        | 2.0 이상  |
| 46h | 핸들 우회                                                        | 2.0 이상  |
| 47h | 현재 디렉터리 가져오기                                           | 2.0 이상  |
| 48h | 메모리 할당                                                      | 2.0 이상  |
| 49h | 메모리 해제                                                      | 2.0 이상  |
| 4Ah | 메모리 다시 할당                                                 | 2.0 이상  |
| 4Bh | 프로그램 실행                                                    | 2.0 이상  |
| 4Ch | 반환 코드로 끝내기                                               | 2.0 이상  |
| 4Dh | 프로그램 반환 코드 가져오기                                      | 2.0 이상  |
| 4Eh | 첫 번째 파일 찾기                                                | 2.0 이상  |
| 4Fh | 다음 파일 찾기                                                   | 2.0 이상  |
| 50h | 현재의 PSP 설정                                                  | 2.0 이상  |
| 51h | 현재의 PSP 가져오기                                              | 2.0 이상  |
| 52h | 도스 내부 포인터 가져오기 (SYSVARS)                              | 2.0 이상  |
| 53h | 디스크 변수 블록 만들기                                          | 2.0 이상  |
| 54h | 유효 플래그 가져오기                                             | 2.0 이상  |
| 55h | 프로그램 PSP 만들기                                              | 2.0 이상  |
| 56h | 파일 이름 변경                                                   | 2.0 이상  |
| 57h | 파일 날짜 및 시간 가져오기 또는 설정                             | 2.0 이상  |
| 58h | 할당 전략 가져오기 또는 설정                                     | 2.11 이상 |
| 59h | 확장 오류 정보 가져오기                                          | 3.0 이상  |
| 5Ah | 고유 파일 만들기                                                 | 3.0 이상  |
| 5Bh | 파일 새로 만들기                                                 | 3.0 이상  |
| 5Ch | 파일 잠금 / 잠금 해제                                            | 3.0 이상  |
| 5Dh | 파일 공유 기능                                                   | 3.0 이상  |
| 5Eh | 네트워크 기능                                                    | 3.0 이상  |
| 5Fh | 네트워크 우회 기능                                               | 3.0 이상  |
| 60h | 파일 이름 제한                                                   | 3.0 이상  |
| 61h | 예비                                                             | 3.0 이상  |
| 62h | 현재의 PSP 가져오기                                              | 3.0 이상  |
| 63h | DBCS 리드 바이트 테이블 포인터(lead byte table pointer) 가져오기 | 3.0 이상  |
| 64h | 외부 이벤트 플래그 대기 설정                                     | 3.2 이상  |
| 65h | 확장 국가 정보 가져오기                                          | 3.3 이상  |
| 66h | 코드 페이지 가져오기 또는 설정                                   | 3.3 이상  |
| 67h | 핸들 수 설정                                                     | 3.3 이상  |
| 68h | 파일 위탁(commit)                                                | 3.3 이상  |
| 69h | 미디어 ID 가져오기 또는 설정                                     | 4.0 이상  |
| 6Ah | 파일 위탁(commit)                                                | 4.0 이상  |
| 6Bh | 예비                                                             | 4.0 이상  |
| 6Ch | 파일 확장 열기/만들기                                            | 4.0 이상  |

## MS-DOS API를 지원하는 운영 체제
- MS-DOS
- PC DOS
- DR-DOS
- PTS-DOS
- ROM-DOS
- FreeDOS
- 윈도우 95 - MS-DOS 7.0 포함
- 윈도우 98 - MS-DOS 7.1 포함
- 윈도우 98 SE - MS-DOS 7.1 포함
- 윈도우 미 - MS-DOS 8.0 포함

## MS-DOS API 지원 프로그램
- PCMODE 포함 컨커런트 CP/M-86 (3.1 전용)
- 컨커런트 도스
- 도스 플러스
- 멀티유저 도스
- NTVDM.EXE (윈도우 NT 계열)
- DOSEMU (리눅스)
- 도스박스

## 같이 보기
- 바이오스 인터럽트 호출
- 도스 확장자

## 참고 문헌
- (영어) The x86 Interrupt List (a.k.a. RBIL, Ralf Brown's Interrupt List)
- (영어) ctyme.com - INT Calls by function
- (영어) wustl.edu - Description of MS-DOS services
- (영어) IBM PC DOS 7 Technical Update
- Microsoft MS-DOS Programmer's Reference - The Official Technical Reference to MS-DOS, Microsoft Press, 1993 ISBN 1-55615-546-8
- The MS-DOS Encyclopedia, Microsoft Press, 1988, ISBN 1-55615-174-8
- Advanced MS-DOS Programming: The Microsoft Guide for Assembly Language and C Programmers by Ray Duncan, Microsoft Press, 1988 ISBN 1-55615-157-8
- The Programmer's PC Sourcebook by Thom Hogan, Microsoft Press, 1991 ISBN 1-55615-321-X
- The New Peter Norton Programmer's Guide to the IBM PC & PS/2 by Peter Norton and Richard Wilton, Microsoft Press, 1987 ISBN 1-55615-131-4.
- Caldera, Inc. (1997). OpenDOS Developer's Reference Series — OpenDOS Programmer's Guide — System and Programmer's Guide. Printed in the UK, August 1997. Caldera Part No. 200-DOPG-003 ().